# Latijnse grammatica
De grammatica van het Latijn bepaalt de zinsbouw en morfologie van de Latijnse taal.
De woordvolgorde is wat betreft de grammatica zeer flexibel omdat de taal in grote mate flecterend is. Er zijn zes naamvallen (soms zeven, één naamval, de locativus, is in het Klassiek Latijn rudimentair geworden) en een uitgebreid stelsel van tijden en toestanden voor het vervoegen van werkwoorden.
Over het algemeen is er in proza wel een veelvoorkomende woordvolgorde, waarbij het werkwoord (meestal de persoonsvorm) vaak het laatste woord van de zin is. Het onderwerp staat vaak voorop (na eventuele vragende voornaamwoorden of andere kortere bepalingen van tijd of wijze), de rest van de zinsdelen staat ertussen. Ook worden bij elkaar horende zinsdelen, zoals zelfstandig en bijvoeglijk naamwoord, slechts bij uitzondering van elkaar gescheiden.
In poëzie is dit anders; vanwege het metrum en bepaalde door de dichter verlangde stijlfiguren kan de woordvolgorde hier heel anders zijn dan in proza. Zo kunnen bijvoorbeeld bij elkaar horende bijvoeglijke naamwoorden en zelfstandige naamwoorden van elkaar worden gescheiden, en kan zelfs het werkwoord daartussen staan

Grammatica
| voorbeelden                                                                                               | naamval    | functie                 | functie                 |
| Servus / dormit Servus / fessus est                                                                       | nominatief | onderwerp               | naamwoordelijk deel     |
| Dominus / servum / monet Rufus / ad aquam / dormit                                                        | accusatief | lijdend voorwerp        | bijwoordelijke bepaling |
| Vīnīdeus / fessus est. Bacchus/ cupidus vīnī/ est                                                         | genitief   | bijvoegelijke bepaling  |                         |
| Magister / librum / Mārcō/ dat. Magister/ Mārcō/ crēdit.                                                  | datief     | meewerkend voorwerp     |                         |
| Nocte / Rūfus / sub ponte / dormit. Templum / ā servīs / aedificātur Dominus / servō / sapienter / ūtitur | ablatief   | bijwoordelijke bepaling |                         |
| Hūc venī, parve Mercurī.                                                                                  | vocatief   | aanspreking             |                         |